# Massimo Pellicano

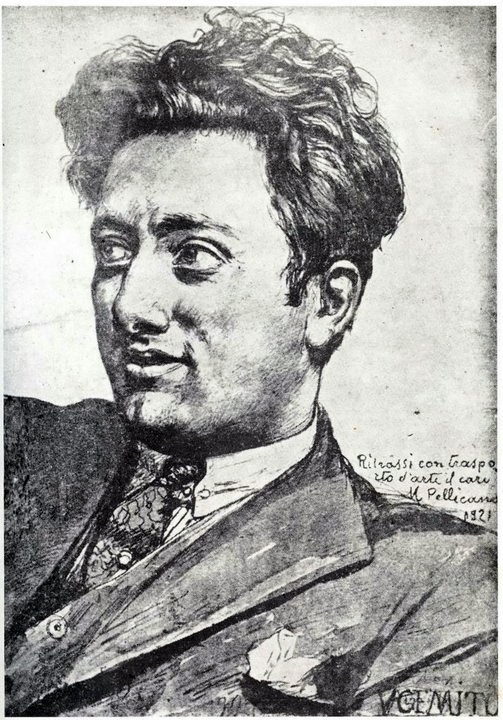
Ritratto di Massimo Pellicano, opera di Vincenzo Gemito (Napoli 1921).

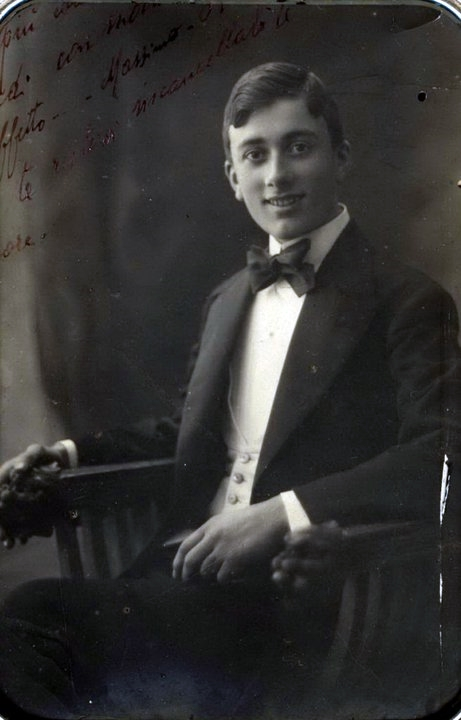
Foto di Massimo Pellicano adolescente.

Massimo Pellicano (Gioiosa Ionica, 21 novembre 1896 – Roma, 1967) è stato uno scrittore, giornalista e pittore italiano.

## Biografia
Nacque a Gioiosa Ionica da Francesco Maria Pellicano (figlio di Pierdomenico Pellicano e Cristina Riario Sforza) - deputato al Parlamento, più volte sindaco di Gioiosa -, e dalla scrittrice Clelia Romano Avezzana, nipote del Generale Giuseppe Avezzana, Ministro della Guerra nella Repubblica Romana e di Lady Mary Morrogh Plowden.

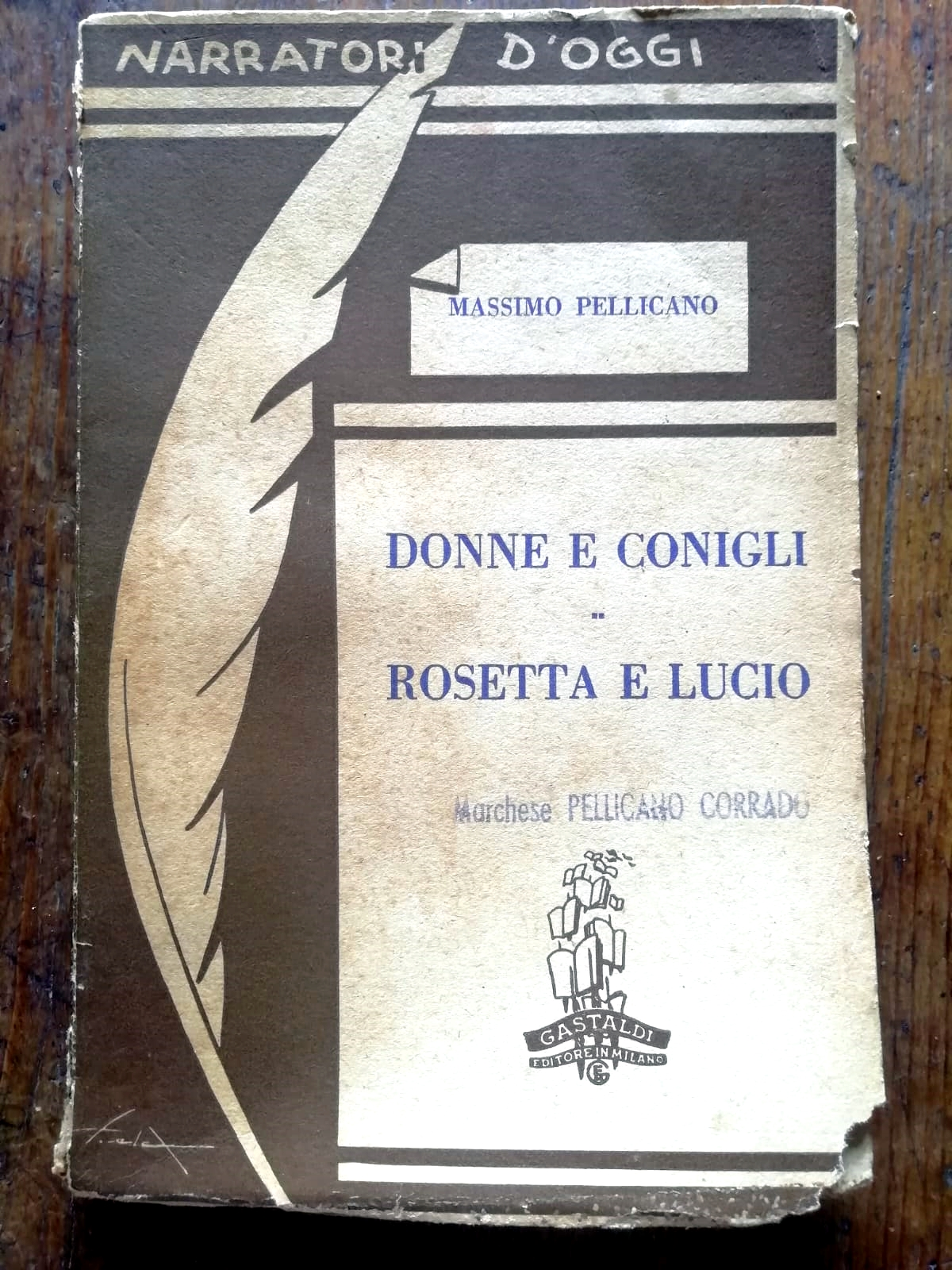
Copertina del libro Donne e Conigli - Rosetta e Lucio, Milano, Gastaldi Editore, 1953.

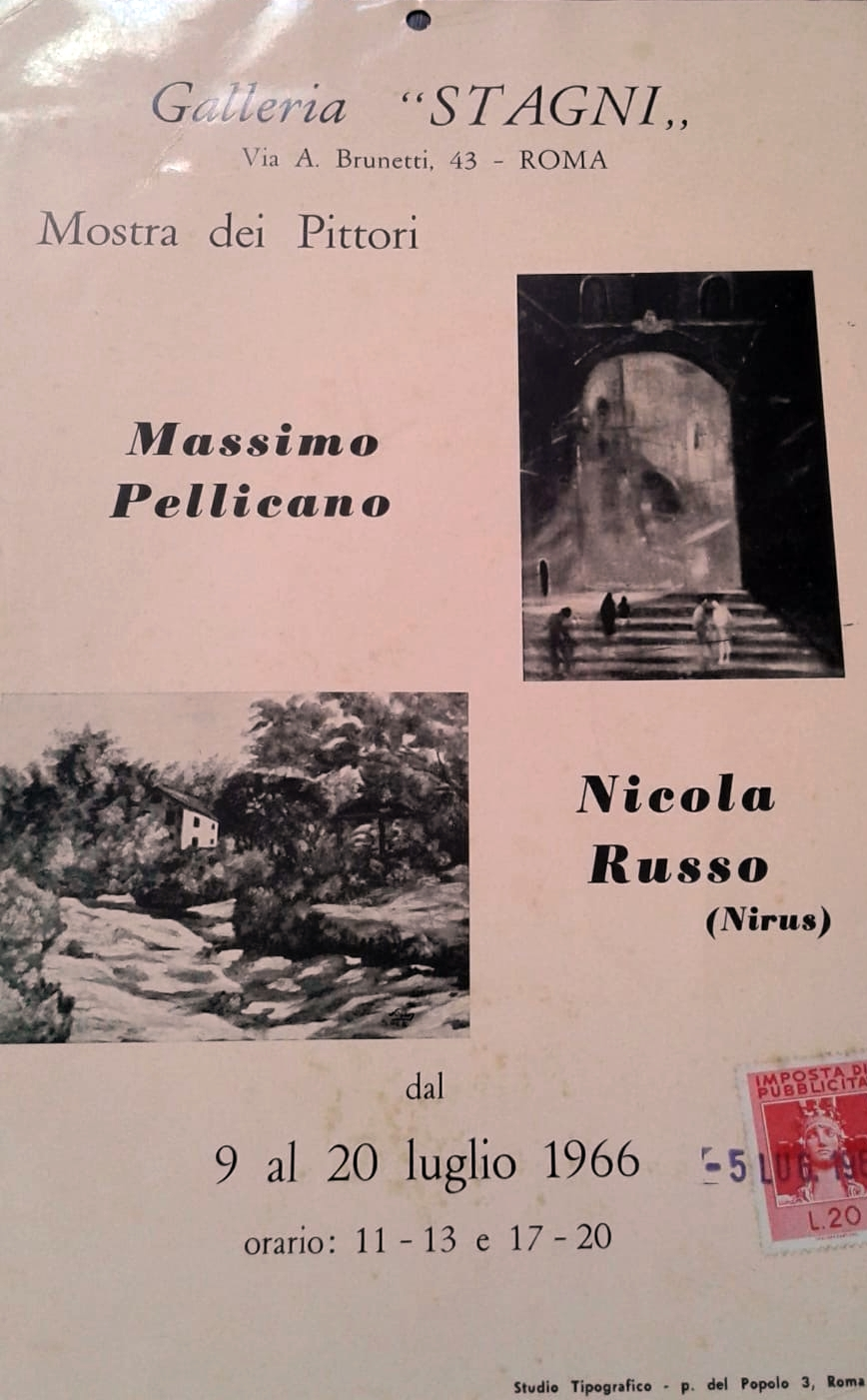
Frontespizio della mostra di Massimo Pellicano alla Galleria Stagni di Roma.

Visse durante l'infanzia con la famiglia tra Roma, Castellammare di Stabia e Gioiosa Ionica. Completati gli studi classici presso il liceo romano Ennio Quirino Visconti, si trasferì a Firenze, dove conseguì la laurea in scienze politiche economiche e sociali. 
Successivamente a Napoli, ancora studente, conobbe Maria Virginia Mineo Janny, figlia dell'armatore catanese Giovanni, con la quale si sposò a Napoli il 28 settembre 1919. Dal matrimonio nacquero sette figli: Clelia (1921), Corrado (1923), Anna Maria (1924), Gianfranco (1928), Norberto (1933), Flavia (1935) e Piero (1938). 
Dopo la seconda guerra mondiale, visse dapprima con la famiglia nel castello di Gioiosa Ionica, che aveva ereditato dalla madre e che rimase a lungo la sua unica residenza fissa, e cambiò poi continuamente sede per necessità di lavoro, finché si stabilì definitivamente a Roma a palazzo Russo, in piazza San Pantaleo.
Negli stessi anni, Massimo e la moglie Maria Virginia vennero ritratti da Vincenzo Gemito (Napoli, 1852 –1929).

## Attività letteraria
Al periodo degli studi, durante il quale abitava in una villa nella campagna di Fiesole, risale la sua prima prova letteraria, la raccolta di racconti di ambientazione fiorentina, Tra luci e ombre, con la prefazione dello scrittore Jack La Bolina (Rossini, Firenze 1924), che commentò: "Massimo Pellicano ha saputo essere sé, il che agli occhi di chiunque professi l'arte delle lettere mi sembra merito oltremodo considerevole".

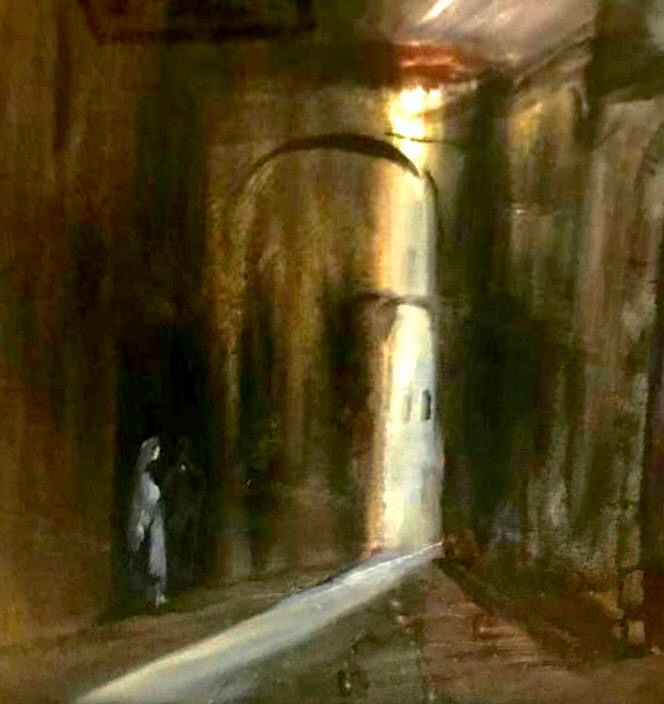
Olio su tela di Massimo Pellicano.

Iscritto all'albo dei giornalisti pubblicisti, collaborò, tra le altre testate, con il Corriere di Reggio Calabria.
Entrò in contatto con alcuni tra i più importanti intellettuali contemporanei, tra cui Benedetto Croce (di cui frequenta la casa napoletana), che dopo aver letto "Vette luminose sotto le stelle" scrisse: "Mi piace molto il modo con cui Ella concepisce il dolore"Vincenzo Gemito, Corrado Alvaro (che sarà ospite dei Pellicano nella tenuta di Prateria e a Gioiosa), Leonida Repaci, Jack La Bolina etc., avendo intimità con la Repubblica delle Lettere già per il retaggio della madre Clelia Romano Pellicano, animatrice di un colto cenacolo a Roma e a Napoli, amica e collaboratrice di Matilde Serao e di Edoardo Scarfoglio, di Olga Ossani Lodi, di Luigi Capuana, di Trilussa. 

### Opere
Il periodo più fecondo della sua attività di narratore coincide con gli anni della piena maturità, a partire dalla raccolta di novelle Vette luminose sotto le stelle (Roma, 1946), seguita dai romanzi Amore tra i veli (Roma, 1947), La lanterna nella foresta (Roma, 1955) tutti per i tipi della Fratelli Palombi editore, e Delitto senza castigo (Roma, 1950), dai racconti lunghi Donne e Conigli e Rosetta e Lucio (editi in un unico volume da Gastaldi, Milano, 1953), e dal dramma teatrale Il Parroco di Sorianello (Milano, Gastaldi, 1953).

## Attività pittorica
All’attività di novellista e romanziere - per le quali viene ricordato tra gli intellettuali calabresi della metà del novecento - Massimo Pellicano affiancò più tardi anche quella di pittore. 
Sin da giovane coltivò la passione per le arti figurative, e studia disegno con Giulio Aristide Sartorio. Strinse in seguito amicizia con alcuni protagonisti dell’ambiente artistico romano, tra cui Novella Parigini, Eva Fischer e il maestro Ivan Fossani, ed era assiduo al caffè Canova e al ristorante Re degli Amici, frequentati in quegli anni da Giorgio De Chirico, Renato Guttuso, Scipione, Mario Mafai, Giorgio Omiccioli e dagli altri esponenti della Scuola Romana, allora in pieno fermento. 
Esordì nel 1963 con la prima personale alla galleria della marchesa Stagni, seguita l’anno dopo da una seconda personale alla galleria San Luca. Si è espresso in un ambito figurativo di accesa forza linguistica, interpretando in modo originale l'attitudine della pittura romana contemporanea, e continuando l’attività espositiva con personali e collettive fino alla morte, ricevendo ampi riconoscimenti. Non mancano nella sua produzione tanto di narratore che di pittore gli echi del suo profondo attaccamento per la regione dove è nato.

## Riconoscimenti e impegno sociale
Lasciò inoltre alcune tracce evidenti del suo legame per Gioiosa Ionica: membro onorario di alcune confraternite gioiosane, donò l'11 marzo 1929 alla parrocchiale dell’Addolorata il grande quadro del XVI secolo, raffigurante San Michele Arcangelo, oggi conservato nella canonica di quella chiesa, e proveniente dalla chiesa-convento dell'Annunziata, di patronato della sua famiglia. 
Nel 1955 venne ricevuto nel Sovrano Militare Ordine di Malta, presso il Gran Priorato di Napoli e Sicilia, come i suoi figli Corrado, Clelia, Flavia e Anna Maria.
Massimo Pellicano morì nel 1967, compianto tra l'altro dall'ex re Umberto II con una lettera indirizzata alla vedova.

### Premio di pittura "Massimo Pellicano"
Nel 2020 la Consulta delle associazioni, l'Amministrazione di Gioiosa Ionica e la famiglia Pellicano hanno ideato e dedicato alla memoria di Massimo Pellicano un premio di pittura volto a sostenere i giovani artisti.